# Auditores de la realidad
Los Auditores de la Realidad son entidades de ficción que se parecen a dioses, y que pertenecen a la serie de novelas de fantasía de Terry Pratchett, Mundodisco. Son unos de los villanos importantes más recurrentes de la serie, aunque carecen de la imaginación necesaria para ser verdaderamente malvados. 
Los Auditores de la Realidad son entidades sobrenaturales y burócratas celestiales. Hacen que la gravedad funcione, archivan el papeleo apropiado para cada reacción química, etcétera. Los Auditores odian la vida, debido a su naturaleza desordenada e imprevisible, que les retrasa en el trámite de su papeleo; prefieren las bolas de piedra (planetas) estériles que orbiten alrededor de estrellas en trayectorias elípticas que son dirigidas y fácilmente previsibles. Odian a los humanos y a otras entidades sensibles, quienes son mucho más desordenados e imprevisibles que otras entidades vivas, y han intentado más de una vez tratar de resolver este "problema". 
Se podría pensar que los Auditores son "dioses" que dirigen las leyes físicas, aunque están excluidos de esa consideración en el Mundodisco pues no derivan su existencia de la creencia humana. De hecho, los Auditores encuentran la creencia inherentemente repulsiva. La creencia y la imaginación son el desorden final: forman el mundo físico en maneras casi infinitamente variadas y complejas. Donde los Auditores ven un fragmento de cróndito carbonáceo calentado por la fricción de la entrada atmosférica, la imaginación ve una estrella fugaz. Donde los Auditores ven una grieta aleatoria en el granito, la imaginación ve una cueva oscura rondada por monstruos. A los Auditores, esto les resulta exasperante; después de todo, ¿cómo se puede catalogar o cuantificar un dragón, un basilisco, la poesía o la justicia? Los Auditores existieron mucho antes de los humanos y estarían bastante satisfechos de existir después de ellos. 
Afortunadamente para la humanidad y cualquier otra cosa que viva, los Auditores no pueden simplemente exterminar la vida, porque va "contra las Reglas"; los Auditores no pueden romper las Reglas porque, en un cierto sentido, ellos son las Reglas. Desafortunadamente, una laguna existe en las Reglas que permite a los Auditores influenciar a los humanos para que estos hagan lo que no pueden hacer ellos directamente; en varias novelas del Mundodisco, los Auditores contratan a humanos para realizar tareas que harán al mundo menos "desordenado", pagándoles con el oro que crearon de la nada, usando sus capacidades para manipular la Realidad. 

## Descripción
Siendo personificaciones de un concepto, los Auditores no tienen una forma fija. Cuando se manifiestan en el mundo, casi siempre aparecen como togas de cogullas vacías grises, una apariencia que expresa monotonía en vez de peligro. No hablan, sino que transmiten la impresión de haber hablado directamente a la mente de su interlocutor. Pratchett representa esta forma de comunicación idiosincrásica en texto sencillo y simple, sin comillas, y en cursiva en algunos libros. Es, en cierto sentido, semejante a las Cosas de las Dimensiones Mazmorra, que representan como principio abstracto más alto la hostilidad a la vida mortal ordinaria, pero en la dirección opuesta hacia el Derecho en vez de hacia el Caos (véase la serie Campeón Eternal de Michael Moorcock). Los Monjes de Historia categorizan los Auditores y las Cosas de las Dimensiones Mazmorra como la misma clase de ser, dhlangs o espíritus malos, pero ven a los Auditores como los más peligrosos, al menos según Lu-Tze, quien los llama los "Enemigos de la Mente".
Los Auditores no tienen características exigentes entre sí mismos y trabajan como un colectivo; cuando uno habla, habla para todos, y cada Auditor trabaja uniformemente con números incontables de otros Auditores. Cuando discuten asuntos y hacen elecciones trabajan en grupos de tres: uno para llegar a los acuerdos, uno para deshacerlos y un tercero para mediar entre los otros dos, cubriendo así todos ángulos de debate posible para encontrar la mejor solución. En los raros casos en que un Auditor parece desarrollar una personalidad individual (como usar un pronombre personal para referirse a sí mismo o experimentar una emoción) al instante deja de existir, porque "ser un individuo es vivir, y vivir es morir". Esto pasa porque, por lo que a ellos se refiere, tener una personalidad es "ser una entidad viviendo con un comienzo y un final"; y este tiempo de intervalo parece infinitamente pequeño a entidades que habían experimentado la eternidad. Esto no parece tener ningún impacto en los demás Auditores salvo quizás como un ejemplo a evitar, porque en la práctica otro Auditor toma inmediatamente el lugar de su colega desaparecido. En la novela Mundodisco, El ladrón del tiempo, habitaron temporalmente cuerpos humanos que había hechos de los elementos constitutivos e intentaron descubrir cómo y por qué los humanos actúan como actúan. Pero como pronto descubrieron, adoptar esas formas (como Myria LeJean hizo antes que ellos) les lleva automáticamente a cometer los mismos actos desordenados que se habían propuesto evitar - en particular las emociones, una especie de terapia de choque particular para los no habituados a esa experiencia.

## Relación con la Muerte
De modo interesante, el enemigo principal de los planes de los Auditores para eliminar la vida es La Muerte. La Muerte no se ve a sí mismo como el enemigo de vida, sino una parte integral de la misma, dando descanso a los ancianos y cansados, y asegurando que el mundo no quede "saturado" de vida. También, después de milenios desempeñando su función, ha desarrollado una cierta afición a los humanos que conduce al mundo del más allá. Este conflicto es todavía más fascinante porque Pratchett ha insinuado (en The Discworld Companion) que La Muerte y los Auditores pueden ser entidades relacionadas. Los Auditores son el brazo ejecutivo de los Old High Ones, las ocho entidades que crean y forman el universo. La Muerte últimamente responde al octavo de los Old High Ones, Azrael, la muerte de universos, o quizás multiversos, porque Pratchett a veces refiere el universo en el Mundodisco.

## Apariencias en las novelas del Mundodisco
Los Auditores de la Realidad han aparecido en las novelas Mundodisco de El Segador, Papá Puerco, Ladrón de tiempo y La Ciencia del Mundodisco III: La Vigilancia de Darwin. 
En El Segador, deciden que La Muerte simpatiza demasiado con los humanos, y por lo tanto le concedieron la jubilación forzosa. Sin embargo, siguiendo la intervención de Azrael, La Muerte del Universo y la Regla de Todas las Muertes, esta decisión es revocada, dejando que La Muerte pueda volver a su trabajo.
En Papá Puerco, los Auditores intentan destruir a Papá Puerco, a quien ven como un símbolo de la creatividad desordenada de la humanidad, y contratan a Jonathan Teatime, un Asesino, para el trabajo. Teatime roba millones de dientes del castillo del Ratoncito Pérez, y, a través de magia simpática, toma control de los niños a los que pertenecen los dientes, forzándolos a cesar creer en Papá Puerco. Cuando Susan Sto Helit, la nieta de La Muerte, detiene a Teatime, los Auditores rompen sus propias Reglas para mandar a varios de los suyos a atacar directamente a Papá Puerco. En forma de perro, le siguen tras montañas nevadas, pero Susan lo salva, dejando a los Auditores abandonados al otro lado de un barranco profundo. La Muerte les impide escapar o volver a sus formas verdaderas, haciéndoles encontrarse con sus muertes en el fondo del barranco.
En El ladrón del tiempo, Los Auditores deciden detener el tiempo, para que erradicar así la naturaleza desordenada de la humanidad. Uno de ellos, que se refiere a sí misma como Myria LeJean, asume una forma humana y contrata a Jeremy Clockson para construir un reloj que detenga el paso del tiempo. Con la ayuda de Susan, Lobsang Ludd, Los Jinetes de la Aprocalipsis y una Myria un tanto desilusionada, este plan queda frustrado. 
En La Ciencia del Mundodisco III: La Vigilancia de Darwin, los Auditores influyen a Charles Darwin para hacerle escribir un libro llamado La Teología de las especies, en vez de su obra original El origen de las especies. Intentan que ésta cause un retraso en el desarrollo tecnológico de los humanos en la Tierra, evitando así que alcancen en el futuro el conocimiento científico necesario para salir de su planeta cuando éste se haga inhabitable.

## Auditores Encarnados

### Myria LeJean/Unity
Myria LeJean hace su entrada como una mujer guapa de pelo largo y negro, peculiaridades excéntricas y una riqueza que parece ilimitada. Myria, de hecho, resulta ser el primero de los Auditores en habitar un cuerpo humano, con el propósito de convencer a Jeremy Clarkson y hacerle detener el Tiempo, y para adquirir conocimiento sobre los seres humanos.
Inicialmente da una impresión clara de no ser humano -a pesar de su apariencia-, pero según pasa el tiempo aprende a ser una mejor actriz, llegando incluso a sentir atracción por la humanidad. Aterrorizada y fascinada por cosas como la individualidad (algo a lo que había sido completamente ajena), el subconsciente, el instinto, el sabor, la cultura y las emociones, gradualmente Myria abandona sus rasgos Auditoriales.
Como el proyecto de Jeremy se acerca a su conclusión, Myria procede a desechar su buque cuando no se requiere experimentar con comer. Se convierte cada vez más en un ser consternado contra el "colectivo" de los Auditores, eventualmente en rebelión abierta contra ellos. Formando una extraña alianza con Susan Sto Helit y Lu-Tze, les apoya con todo el conocimiento de que disponía como auditor. Inmediatamente Susan reconoce el nombre de Myria como un juego de palabras surgido de "Myrios" - "innumerable" y "Legión", y renuncia en parte a su odio a los Auditores al renombrarla Unity (en español significa "Unidad"). 
Al verse frustrados los planes de los Auditores, Unity se convierte ante sus ojos en un traidora "increíblemente loca". Habiendo fracasado todos sus intentos para comprender a la especie, que había juntado como un adulto sin cualquier forma de infancia, y con Jeremy, el objeto de sus afecciones, permanentemente fuera del imagen, finalmente elige morir. Con la ayuda de la personificación de Caos, se suicida en un tanque gigante de chocolate (para un Auditor, incluso un ex-Auditor como Unity, la experiencia poderosa del sabor del chocolate es fatal). Explica que solía ser un individuo, incluso como Auditor, su prueba siendo que sobrevivió a sus sueños, cuando otros Auditores morían; siendo criaturas de orden y perfección, el caos de la mente humana cuando se deja a extraviarse, los matarían. Después de su muerte, se encontró con la Muerte, indicando que se ha convertido en una persona real con un alma y posiblemente encarada a la reencarnación.

### Señor Blanco
Señor Blanco es el segundo Auditor en tomar forma humana, precediendo a los otros cinco por solo unos segundos. Originalmente se llama Señor Verde, pero decide a cambiar su nombre porque cree que el "blanco" (siendo un color más "serio") es más apto. Después de que Myria se rebela contra los Auditores, Señor Blanco asume el liderazgo de sus compañeros encarnados mientras intentan discernir el origen de las tendencias problemáticas de la humanidad. Sin embargo, después de siempre haber operado por consenso, los Auditores no están acostumbrados a seguir las órdenes de una entidad singular, y muchos empiezan a estar molestos por la posición de Señor Blanco.
Como desarrolla emociones, Señor Blanco gradualmente se vuelve más inestable, al punto de estar obsesionado por mantener el orden, sin darse cuenta de que sus propias acciones son las más desordenadas de todas. Se arma a sí mismo con un hacha y aterroriza a sus colegas hasta la sumisión, llegando a decapitarlos por infracciones menores como desafiar sus órdenes o hacerle preguntas molestas. Su alboroto es terminado cuando Lu-Tze lo engaña haciéndole probar un trozo de chocolate que es instantáneamente fatal para los Auditores. Su nombre, como los de los otros Auditores encarnados, fue un color, una clara referencia a la película Reservoir Dogs.

### Otros
A lo largo del Thief of Time, muchos Auditores asumen la forma humana y empiezan a explorar el Mundodisco. Esto se hace originalmente para supervisar las reuniones de la Señora LeJean con Jeremy Clockson, una tarea que requiere a sólo seis Auditores encarnados (incluyendo al que posteriormente se llamará Señor Blanco). Sin embargo, después de que el tiempo se detiene, hasta 700 Auditores descienden sobre el mundo en forma de humanos, y empiezan a examinar los aspectos de la cultura humana que les parecen más amenazantes (el arte, la irregularidad en el tamaño de adoquines, etc.). Estos Auditores también deciden usar el nombre de colores, pero estos les resultan insuficientes, siendo más los que no poseen nombre que los que sí. Muchos son muertos por el ahora obsesivo Señor Blanco, muchos más por Susan, Myria y Lu-Tze (usando chocolate), y los demás son destruidos cuando intentan dormir y son abrumados por el caos de sus propios sueños.
- Datos: Q4820019